# Cornelis Springer
Cornelis Springer (Amsterdam, 1817 – Hilversum, 1891) fou un pintor neerlandès de paisatges.

## Biografia
Cornelis Springer va ser alumne del seu pare —el fuster Willem Springer (1778 – 1857)—, de Hendrik Gerrit ten Cate, Kasparus Karsen i Jacobus van der Stok. Es convertí en membre del col·lectiu de pintors d'Amsterdam Felix Meritis i el 1847 va guanyar una medalla d'or per a una pintura de l'interior d'una església. El 1865 se'l condecorà amb l'Orde de Leopold i el 1878 se'l convidà, juntament amb Jozef Israëls, a aconsellar el Ministeri Neerlandès d'Afers Públics sobre la planificació del Rijksmuseum. És conegut per les seves aquarel·les, aiguaforts i dibuixos, especialment de vistes i escenes quotidianes que va esbossar mentre viatjava arreu del país.
El seu fill, Leonard Springer, es convertiria en un arquitecte paisatgista.

## Galeria d'imatges

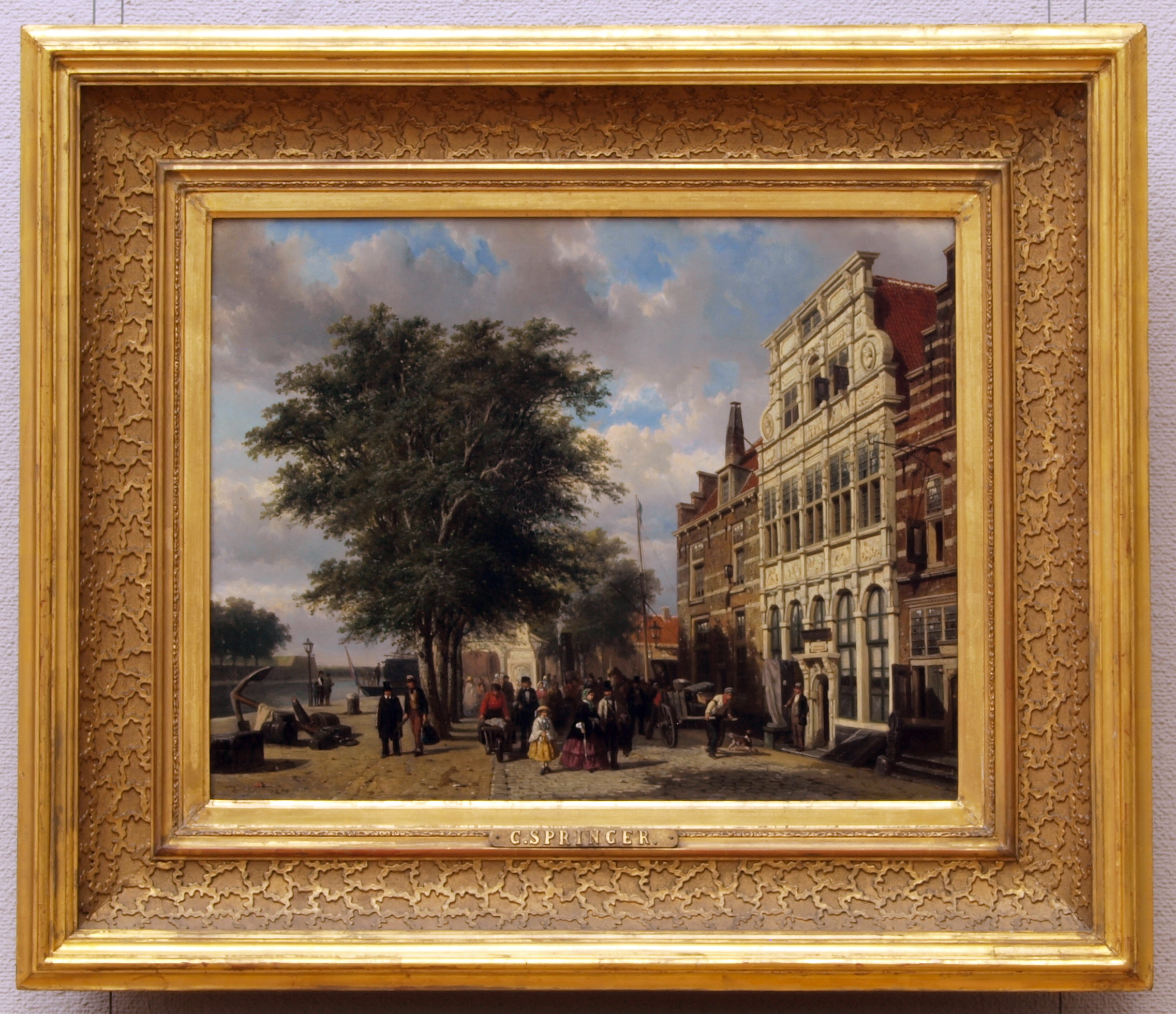
Port de Middelburg (1859), conservat al Museu Teyler
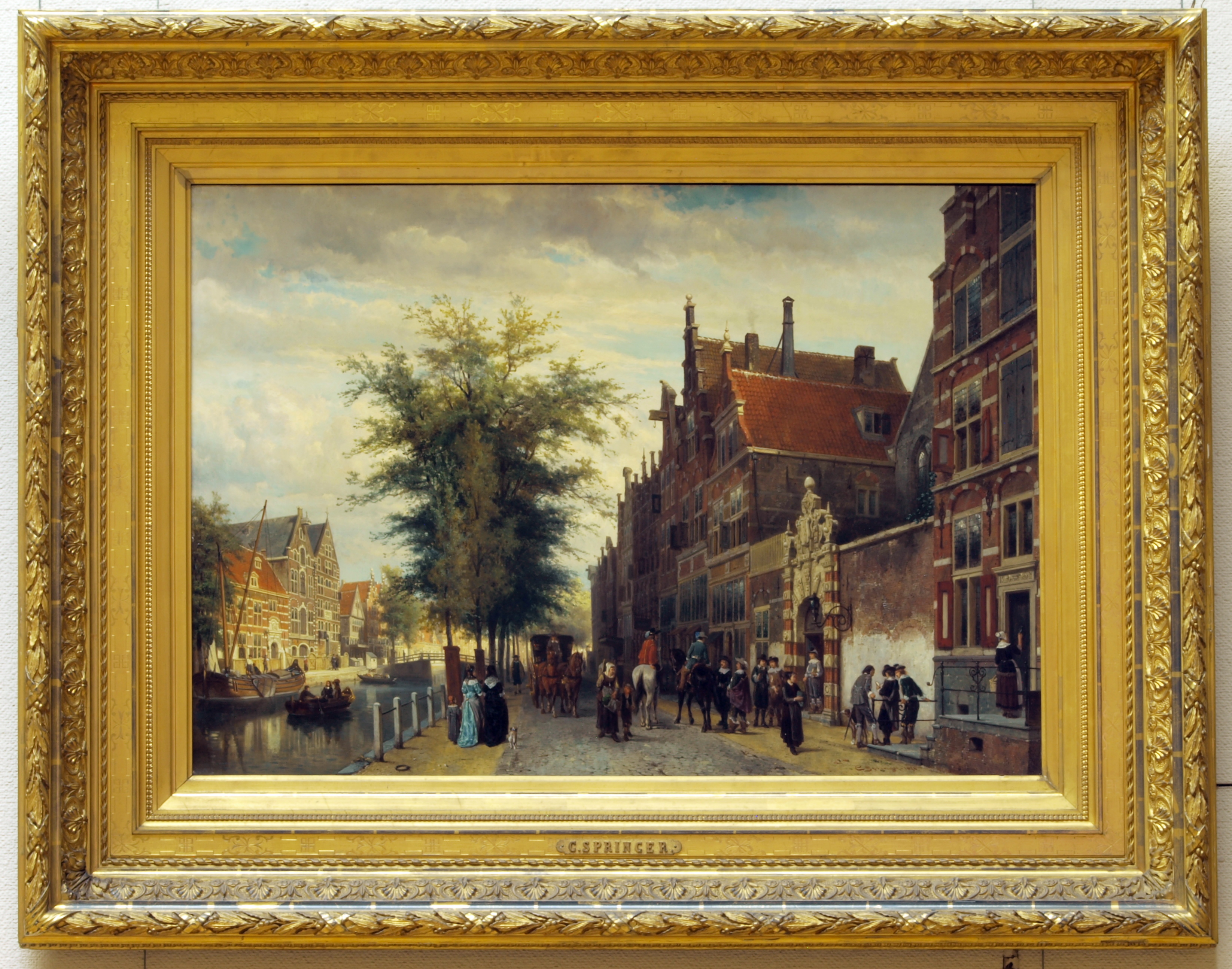
L'Athenaeum Illustre a l'Oudezijds Voorburgwal d'Amsterdam (1879), conservat al Museu Teyler
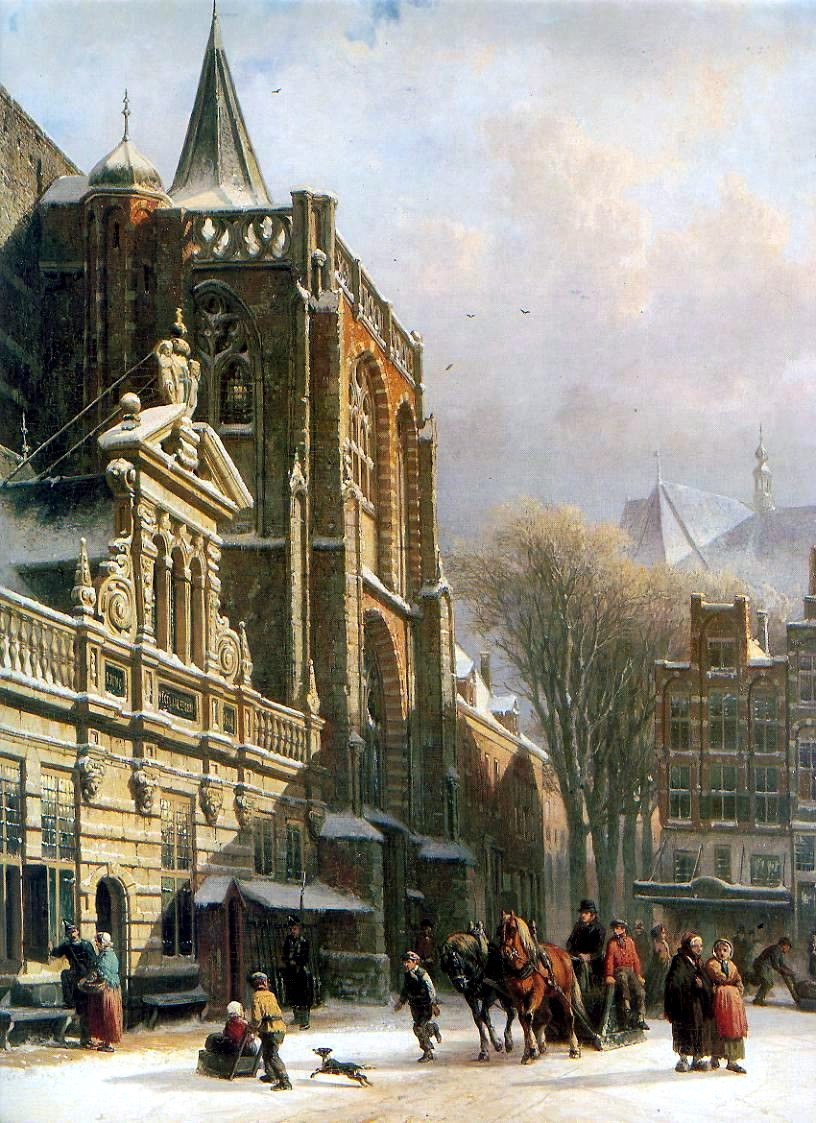
Església de Sint-Michaëlskerk de Zwolle (1862)
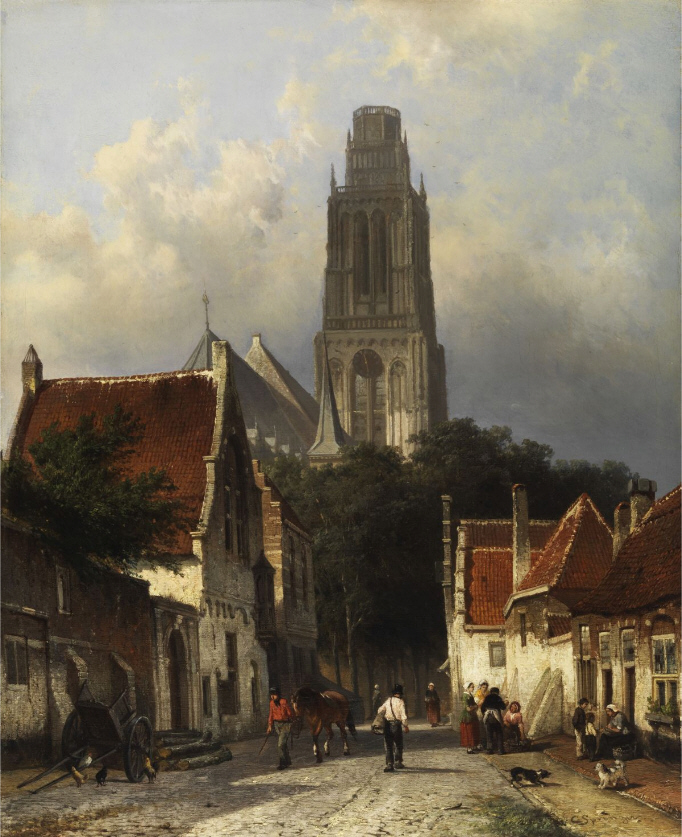
Sint-Maartenskerk, Zaltbommel
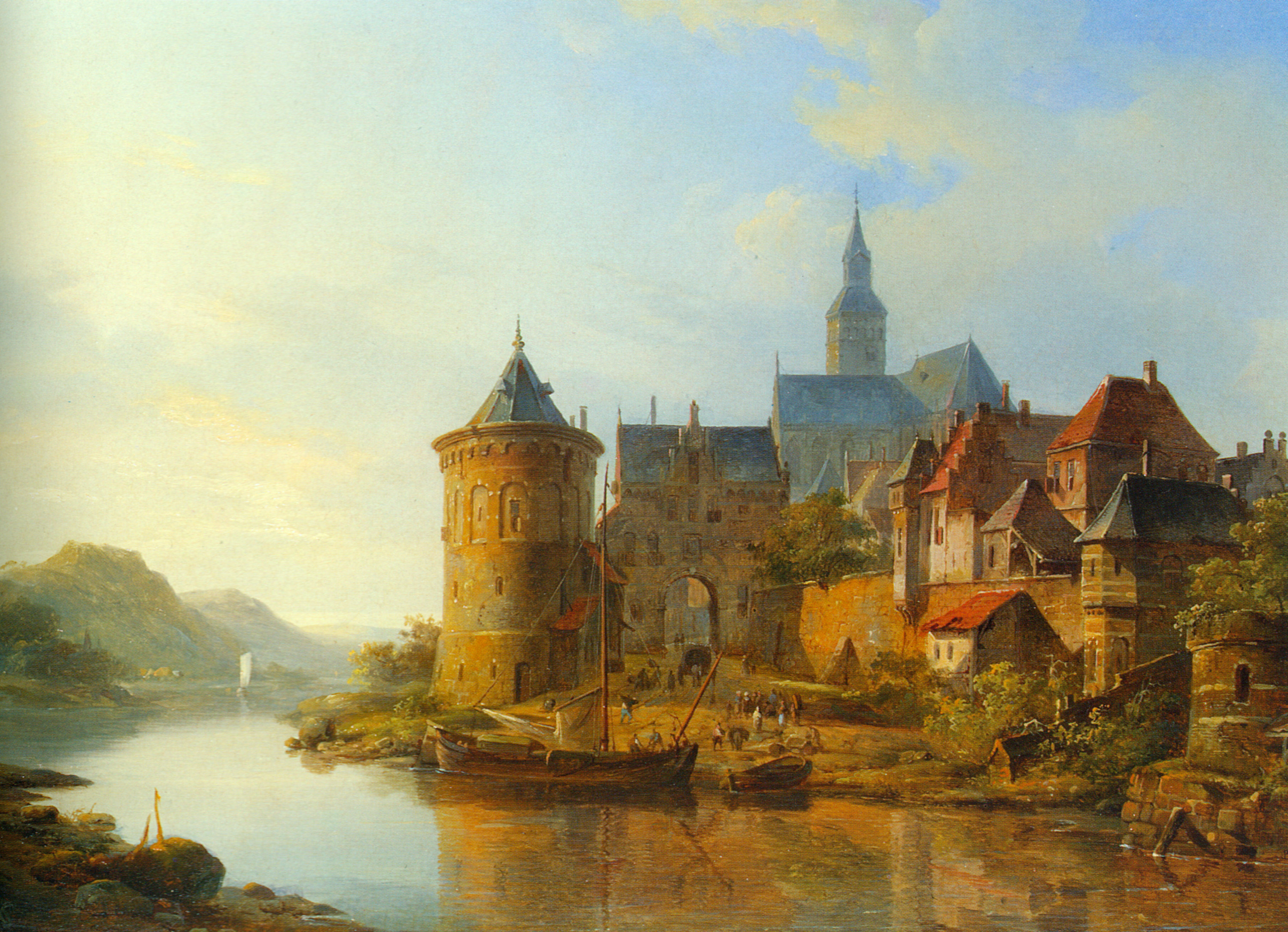
Vista d'una ciutat al llarg del Rin (1841)